# بريندا سمبار
بريندا سمبار (بالإنجليزية: Brenda Sempare)‏ مواليد 9 نوفمبر 1961 في إنجلترا، هي لاعبة كرة قدم إنجليزية دولية سابقة كانت تلعب في مركز الوسط. لعبت في جميع المباريات الأربع التي شاركت فيها إنجلترا في كأس العالم للسيدات 1995.

## الاحتراف في الأندية
ساعدت سمبار فولهام في الفوز بكأس الاتحاد الإنجليزي للسيدات 1985. في نوفمبر 2001 هوب باول كتب في صحيفة التايمز أن أداء سمبار عام 1985 في المباراة النهائية ضد دونكاستر روفرز في كرافن كوتاج كان «أفضل أداء من جميع النواحي وأفضل من أي وقت مضى.»
في أبريل 1996، كانت سمبار واحدة من الهدافين لركلات الترجيح في كرويدون ليديز حيث فازت كرويدون على سيدات ليفربول بركلات الترجيح في نهائي كأس الاتحاد الإنجليزي للسيدات في نيو دين. أهداف الشهر التالي من سمبار وكيري ديفيس حصل بنتيجة 2 – 1 فوز في الدوري على ارسنال السيدات، التي أغلقت اللقاء المزدوج للكرويدون.
تقاعدت سمبار في نهاية موسم 1995-1996، لكنها عادت خلال الموسم التالي. وفي 23 سبتمبر 2010، تم إدخالها في قاعة مشاهير كرة القدم الإنجليزية.

## المشاركة الدولية
ساعدت سمبار إنجلترا في الوصول إلى نصف نهائي البطولة الأوروبية لكرة القدم النسائية لعام 1987، حيث خسرت 3 – 2 أمام السويد بعد وقت إضافي. كانت قد ظهرت أيضًا في بطولة 1984. حيث وصلت إنجلترا إلى النهائي.
لعبت سمبار أيضًا مع إنجلترا في كأس العالم 1995.

## روابط خارجية
- بريندا سمبار على موقع الاتحاد الدولي (مؤرشف)  (الإنجليزية)